# Katarína Kolajová
Katarína Kolajová est une actrice slovaque connue en France pour avoir interprété le rôle de la sorcière blanche dans le second épisode de la saga La Caverne de la Rose d'Or.

## Filmographie

### Cinéma
- 1989 : Divoka srdce  de Jaroslav Soukup
- 1992 : Kamarád do deste II - Príbeh z Brooklynu de Jaroslav Soukup
- 2011 : 7 dní hříchů- Sudetenland  de Jiří Chlumský
- 2017: Únos de Mariana Čengel Solčanská

### Télévision
- 1992 : La Caverne de la Rose d'Or de Lamberto Bava
- 1993 : Le frère trahi de Philippe Monnier
- 1994 : Rochade de Peter Patzak
- 2010 : Čerešňový  chlapec de Stanislav Párnický
- 2014 : Láska na vlásku de  Mariana Cengel-Solcanská